# Джорджтаун (город, Миннесота)
Джорджтаун (англ. Georgetown) — город в округе Клей, штат Миннесота, США. На площади 2,6 км² (2,6 км² — суша, водоёмов нет), согласно переписи 2002 года, проживают 125 человек. Плотность населения составляет 48,1 чел./км².
- Телефонный код города — 218
- Почтовый индекс — 56546
- FIPS-код города — 27-23498[1]
- GNIS-идентификатор — 0644085[2]